# كاري ياباني
الكاري الياباني أو باليابانية karē ‎ (カレー) يتم تقديمة بالعادة في ثلاثة طرق أو اشكال رئيسية: الكاري فوق الارز، الكاري فوق المعكرونة، وخبز الكاري وهي معجنات مليئة بالكاري. انه أحد أشهر الاطباق في اليابان. غالبا ما يتم الإشارة إلى ارز الكاري الشائع جدا ببساطة باسم كاري.
إلى جانب الصلصة، يتم استخدام مجموعة متنوعة من الخضروات واللحوم لصنع الكاري الياباني. الخضروات الأساسية هي البصل والجزر والبطاطس. لحم البقر ولحم الخنزير والدجاج هي خيارات اللحوم الأكثر شعبية.